# Песчанка-То
Песчанка-То (также Песчаное) — солоноватое озеро лагунного типа в Заполярном районе на севере Ненецкого автономного округа, расположено на побережье Тиманской тундры. Является вторым по 
площади озером Ненецкого автономного округа, расположенным близ побережья Печорского моря.

## Общие сведения
Площадь озера 122 км². Высота над уровнем моря — 0,1 м. Протяжённость озера 50,58 км, ширина колеблется от 2,69 до 6,64 км. Площадь водосбора составляет 452 км2. Длина береговой линии — 132,8 км.

## Описание
Озеро Песчанка-То имеет сильно рассеченную береговую линию, соединяется с Печорским морем протокой Песчанка длиной 2—3 км. Состоит из основного юго-западного и малого северо-восточного бассейнов. Значительных притоков не имеет. Также протоками соединено со многими соседними менее крупными озёрами. На озере множество островов. Самый крупный остров, Торнанге, находится в центральной части озера. Берега низкие, местами заболоченные, покрыты тундровой растительностью.  
На озере находятся гнездовья и места обитания водоплавающих и хищных птиц, среди них есть виды, занесенные в Красную книгу России.